# スゴ録

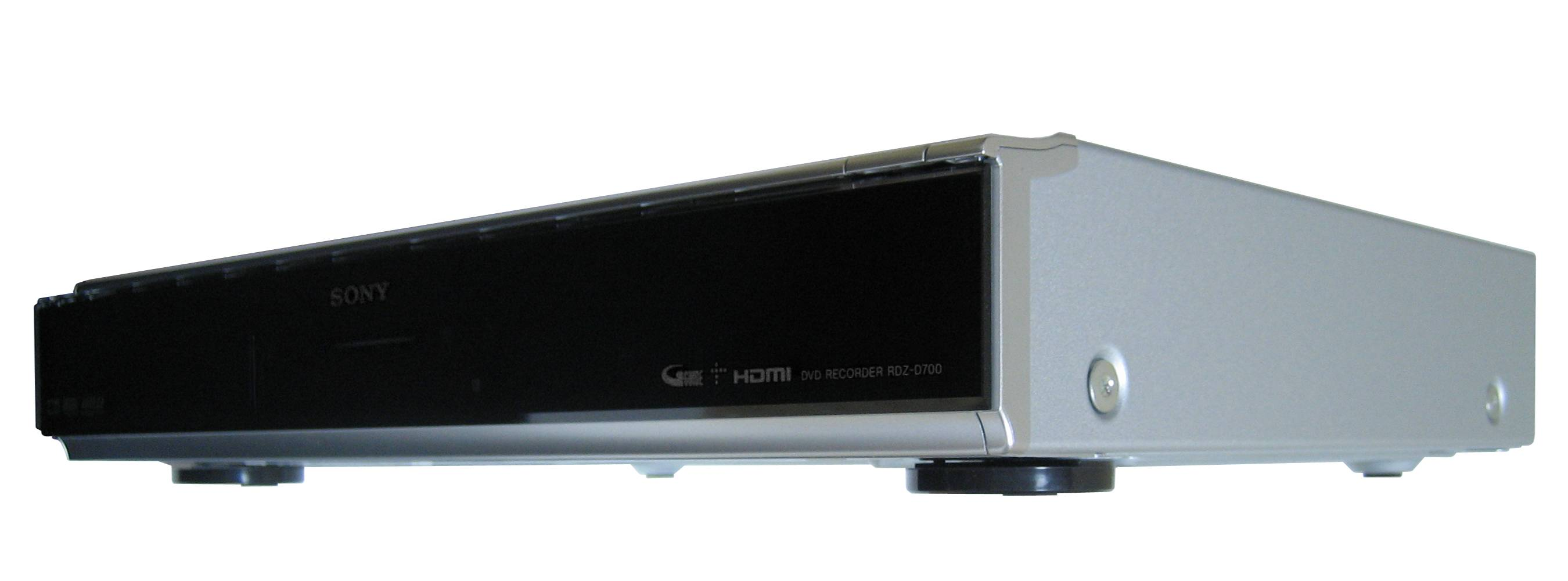
スゴ録 RDZ-D700（2006年）
Wデジタルハイビジョンチューナーと250GB HDD、DVD±R/RWドライブを搭載する

スゴ録（スゴろく）とはソニーが発売していたDVDレコーダーのブランドである。2008年1月までに全モデル生産完了した。

## 概要
2001年に同社初のDVDレコーダー「RDR-A1」を発売。2003年にスゴ録ブランドを発表した。
同年には同社から競合となるHDD・DVDレコーダーを備えたゲーム機・PSXが発売されたが、2005年にPSXが生産終了したため2006～2007年はスゴ録が主力ブランドとなった。スゴ録はPSXと同時進行で開発していたがPSXは久夛良木健中心に大プロジェクトとして開発され、スゴ録は少数人数の開発陣だった。だが、田村正和や水野美紀を起用し誰でも商品内容が判りやすいCMを放映。また、他社に先駆けてアナログBSチューナー内蔵モデルを発売したところNHK-BSで当時『冬のソナタ』が放送されており、BSを録りたいユーザーを中心に人気が出た。それによりPSXより売れ、結果としてスゴ録が人気DVDレコーダーとなった。のちにPSXの開発陣を吸収している。
初期モデルは性能的にすぐに陳腐化したが、2004年秋に登場した新スゴ録シリーズでは旧モデルの問題点の多くが解消された。2番組同時録画が可能なモデルもある。VHSビデオデッキを搭載するモデルはシャープのOEM生産によるものがほとんどであった。デジタルチューナー非内蔵機は2007年3月までにすべて生産を終了している。
Blu-ray Discレコーダーは次世代光ディスクの認知を優先するためブランド名を付けておらず、スゴ録ブランドではない。また、2008年より次世代ディスクの普及を優先するために全製品をBlu-ray対応としたことにより、スゴ録ブランドは事実上終息した。
同社のチャンネルサーバーCoCoonから受け継いだ「おまかせ・まる録」機能（あらかじめ登録した条件やキーワードに合致する番組をEPGから探し出し自動録画する）などが特徴。また、プロ野球などのスポーツ中継が延長になっても、後の番組を正確に録画できるスポーツ延長予約を最初に導入したメーカーである。また、放送時間が予約時と異なることになっても電子番組表のタイトル名から追跡して録画時間を変更する機能、放送内容の情報を検出しCMの前後や場面変換時にチャプターを挿入する機能なども最初に備える。PSX発売後のモデルは、PSXのクロスメディアバーや「x-アプリ」というコンセプトも受け継いでいる。また、HDD容量の大容量化には比較的消極的で、最上位モデルでも400GBとなっている(現在、BDレコーダーでは6TB=6000GBモデルを発売)。
スゴ録以降で品番に「A」の付くモデル(RDR-AX75/RDZ-D77A/D97A/D900A)はPSPへの転送も可能。Linuxカーネルを採用しているモデルもある。
多くのデジタル放送対応スゴ録でデジタル放送をVRモードで録画するときに、字幕を映像に焼きこむ機能が搭載されている。
ソニーは以前はDVD-RAMの存在自体を認めておらず（DVDフォーラムでの-RAM策定に猛反発したことからDVD+RWアライアンスなる団体を結成し、DVD+RWというDVDとは似て非なるものを作り出すに至った）、2006年春モデルまで録画はもちろん、再生すらできなかった。パーソナルコンピューターのVAIOでは先にスーパーマルチドライブを導入したものの、スゴ録が-RAMの再生に対応したのは2006年夏モデルからであった。ただし、2007年11月発売のBlu-ray Discレコーダーも-RAMは再生もできない。
なお、BDレコーダーはスゴ録ブランドではないため、スゴ録のブランド終了及び大手メーカーでは最も早いDVDレコーダー市場からの完全撤退となった。ライバル各社も追随する可能性がある。BDレコーダーについてはBDZを参照。

## 年表
2003年
- 10月：初代スゴ録「RDR-VD6」発売。「DV-RW100」のOEM機種。
- 11月：「RDR-HX8」「RDR-HX10」「RDR-GX5」発売。自社開発。

2004年
- 11月：2代目モデル、「RDR-HX50」「RDR-HX70」「RDR-HX90」「RDR-HX100」「RDR-VH80」を発売。HX100は当時業界最大容量の400GBのHDDを搭載した。

2005年
- 6月：3代目モデル、「RDR-HX72」「RDR-HX82W」「RDR-HX92W」発売。HX82W/92Wは同社最初で最後のアナログWチューナーモデル。
- 6月：初のデジタル放送対応モデル「RDZ-D5」を発売。
- 6月：VD6以来のDVD/VHSモデル「RDR-VX30」を発売。
- 7月：3in1モデル「RDR-VH83」「RDR-VH93」を発売。「DV-HRW50/55」のOEM機種。
- 11月：第2世代のデジタルチューナー搭載モデル、「RDZ-D50」「RDZ-D70」「RDZ-D90」を発売。RDZ-D5発売から半年も経っていない上、「x-おまかせ・まる録」等、かなりの機能追加が行われていた。
- 11月：PSXが生産終了したことによる代替機として、「RDR-AX75」を発売。
- 12月：「x-おまかせ・まる録」を搭載した「RDR-HX65」を発売。

2006年
- 2月：3in1モデル「RDR-VH85」「RDR-VH95」を発売。「DV-TR11/12」のOEM機種。
- 6月：第3世代のデジタルチューナー搭載モデル、「RDZ-D77A」「RDZ-D87」「RDZ-D97A」発売。D77A/D97AにPSP転送機能を追加。ソニーのDVDレコーダーとして初めてDVD-RAMの再生に対応した。
- 11月：最終機種である「RDR-HX67」「RDZ-D700」「RDZ-D800」「RDZ-D900A」を発売。2007年に入ってからは新機種が発表されることはなかった。

2007年
- 3月：アナログチューナーのみのモデルが全機種生産終了。最終機種は「RDR-HX67」「RDR-VH93」「RDR-VH95」「RDR-VX35」の4機種だった。なお、同時にソニーはVHS単体機とDVDプレーヤー一体型ビデオデッキの生産も完全に終了し、アナログチューナーのみの録画機全般から撤退した。
- 6月：唯一のデジタルチューナー搭載3in1モデル「RDZ-D60V」の生産を終了。ソニーからVHS対応機器が完全に消滅した。
- 9月12日：11月8日発売のBlu-ray Discレコーダーの新商品発表会で、国内向けのDVDレコーダーの新製品は今後一切発売しない(リンク切れ) と発表。
- 10月：BDレコーダーの新機種発売を目前に控え上位モデルRDZ-D800/900Aの生産が終了。以降は最下位モデルのRDZ-D700のみの生産となる。

2008年
- 1月：最後まで残っていたRDZ-D700も生産終了。ソニーはDVDレコーダーから完全撤退し、BDレコーダーのみの販売に移行した。
- 1月：ダビング10対応機種を発表。対象は2006年に発売の最終機種「RDZ-D700」「RDZ-D800」「RDZ-D900A」。

## 品番

### アナログチューナーモデル

#### スゴ録以前
- RDR-A1 - HDD無し。パイオニアのOEM。
- RDR-A11
- RDR-A21
- RDR-GX7 - HDD無し。
- NDR-XR1 - HDD80GB。「CoCoon」ブランド。

#### 2003年秋モデル
RDR-VD60
HDD無し。VHS一体型。「DV-RW100」と同型。
RDR-GX5
HDD無し。GX7の下位モデル。
RDR-HX6
HDD80GB。
RDR-HX8
HDD160GB。
RDR-HX10
HDD250GB。

#### 2004年秋モデル
- 当時業界最大容量となる400GBのHDDを搭載したモデルが登場。
- 前モデルのGD5/GD7/VD60も併売。

RDR-VH80
HDD160GB。VHS一体型。ソニー初の3in1レコーダー。
RDR-HX50
HDD160GB。HX6の後継。
RDR-HX70
HDD250GB。HX8の後継。
RDR-HX90
HDD250GB。HX10の後継。HDMI搭載。
RDR-HX100
HDD400GB。HDMI搭載。

#### 2005年春モデル
- 最初で最後のアナログWチューナーモデルが登場（HX82W/HX92W）。
- DVD+R DLの記録に対応。
- 前モデルのHX50/HX100も併売。
- DVD単体機は前モデルも含め全機種生産終了したため消滅した。

RDR-VX30
HDD無し。VHS一体型。
 RDR-VH83
HDD160GB。VHS一体型。「DV-HRW50」と同型。VH80の後継。
RDR-VH93
HDD250GB。VHS一体型。「DV-HRW55」と同型。
RDR-HX72
HDD250GB。HX70の後継。
RDR-HX82W
HDD160GB。
RDR-HX92W
HDD250GB。HX90の後継。

#### 2005年秋モデル
- 前モデル6機種も併売。
- 「x-おまかせ・まる録」機能を新たに搭載。

RDR-AX75
HDD250GB。PSXが生産終了したことに伴う代替機で、PSPへの転送機能などを備えている。同機能を備えたハイビジョンレコーダーの登場でAXシリーズは1機種のみで終わった。
RDR-HX65
HDD200GB。HX72の下位モデルでHDD容量が少なくなり、BSアナログチューナーが省略されているが、「x-おまかせ・まる録」機能を新たに搭載している。

#### 2006年春モデル
- 全てVHS一体型モデルかつOEM。
- 前モデルのAX75/HX65/HX72/HX82W/HX92Wもしばらく併売。後にアナログモデルはHX65のみの販売に。

RDR-VX35
HDD無し。VHS一体型。VX30の後継。
RDR-VH85
HDD160GB。VHS一体型。VH83の後継。「DV-TR11」と同型。
RDR-VH95
HDD250GB。VHS一体型。VH93の後継。「DV-TR12」と同型。

#### 2006年秋モデル
- アナログチューナーのみ搭載したモデルの最終機種で業界全体でも最後の方の機種だった。
- わずか4カ月程度の販売で生産終了。
- 前モデルのVX35/VH85/VH95も併売。

RDR-HX67
HDD250GB。HX65の後継。

### 地上デジタルチューナー搭載モデル

#### 2005年春モデル
- ソニー初のデジタル放送対応DVDレコーダー。
- なお、テスト販売的な位置付けでごく短い期間の販売だった。（ソニースタイルでは1日のみの販売）

RDZ-D5
HDD250GB。

#### 2005年秋モデル
- 「x-おまかせ・まる録」、「おまかせチャプター」機能が新たに搭載される。
- D70/D90ではデジタル/アナログの2番組同時録画が可能。

RDZ-D50
HDD250GB。ソニーのデジタルチューナー搭載機として唯一HDMI端子非搭載。
RDZ-D70
HDD250GB。
RDZ-D90
HDD400GB。

#### 2006年春モデル
- 「ダイジェスト再生」機能が追加。
- D77A/D97AにPSPへの転送機能（ただしデジタル放送の録画番組の転送後はHDDから消去され、PSPのみで視聴可能となる）、DLNA機能を搭載。
- メモリースティックスロットが以降廃止された。
- DVD-RAMの再生が以降の全モデルで可能になった。
- 低価格化した前モデルのD70も併売。低価格のD70/D87と多機能のD77A/D97Aの2パターンの展開になった。

RDZ-D77A
HDD250GB。
RDZ-D87
HDD400GB。
RDZ-D97A
HDD400GB。D90の後継。
RDZ-D60V
HDD250GB。VHS一体型。「DV-ARW25」と同型。

#### 2006年秋モデル
- 全機種デジタルWチューナー搭載でデジタル放送の2番組同時録画が可能。
- 初めてデザインが大きく変更された。
- DLNA機能対応モデルが消滅（同時期のBDZ-V9は対応）。
- D900AではPSPに転送後処理を行うことで再びHDD内で再生できるようになった（以後のBDレコーダーも同様）。
- 下にも書くが、本モデルがソニーのDVDレコーダーとしては最終機種となった。
- 前モデルのRDZ-D60Vも併売。
- RDZ-D77Aに相当するモデルは低価格化による統廃合で廃止された。

RDZ-D700
HDD250GB。D70の後継。
RDZ-D800
HDD400GB。D87の後継。
RDZ-D900A
HDD400GB。D97Aの後継。PSP転送、x.v.Color対応。

## 最終機種
上述した通り2007年9月にソニーはBlu-ray Discレコーダーに注力するため、今後国内向けのDVDレコーダーの新機種を発売しないと発表した。現在のところブルーレイディスクレコーダーはスゴ録ブランドではない（特に愛称は無い）ため、スゴ録ブランド・およびソニーの国内向けDVDレコーダーとしては2006年11月に発売された下記の4機種が最終機種である。なおRDZ-D700/D800/D900Aには地上デジタル波/BSデジタル/CS110度デジタルWチューナーやHDMI端子を搭載していた。
- RDR-HX67 - HDD250GB。アナログ波チューナーのみ搭載したモデルの最終機種。なお、2007年3月に約4ヶ月のごく短い販売期間で生産完了した。
- RDZ-D700 - HDD250GB。2007年11月にブルーレイディスクレコーダー4機種が発売された後も10万円以下の価格帯補完のため唯一継続生産されていた。本機種がスゴ録ブランドで最後まで生産されていた機種であった。2008年1月生産完了。
- RDZ-D800 - HDD400GB。大容量のハードディスクを搭載する上位機種。PSP転送機能などがない分D900Aより安い。2007年10月生産完了。
- RDZ-D900A - HDD400GB。i-linkやUSB端子を搭載し、x.v.Color対応、PSPとの連携機能「おでかけ・おかえり転送」を搭載する最上位機種。2007年10月生産完了。この機能はかつて発売されていたPSXや2007年11月発売のブルーレイディスクレコーダー「BDZ-X90」、2008年4月発売の「BDZ-A70」にも搭載された。

ちなみに、VHS一体型の機種に関しては上記4機種より半年ほど前の2006年6月に発売された以下の機種が最終機種である。
- RDZ-D60V - HDD250GB、VHS一体型。シャープ「DV-ARV22」のOEM機種でVHS一体型としては最終機種、及びソニーとしては最初で最後のデジタルチューナー搭載の3in1モデルとなった。2007年6月生産完了。

2008年1月31日をもって最後まで販売していたRDZ-D700も生産を完了し、これでスゴ録の歴史は終わった。なお、上記RDZ-D700/D800/D900Aはスゴ録として唯一ダビング10に対応する。

## 競合商品
- DIGA - パナソニック
- AQUOS - シャープ
- 楽レコ - 三菱

## 関連商品
- BDZ - Blu-ray Discレコーダー
- ゴク楽 - ビデオレコーダー
- Clip-On - HDD・ビデオレコーダー
- CoCoon - チャンネルサーバー
- PSX - HDD・DVDレコーダー兼ゲーム
- BRAVIA - デジタルハイビジョンテレビ